# Gladhammars församling
För Gladhammars pastorat, se Gladhammar-Västrums församling.
Gladhammars församling var en församling i Linköpings stift inom Svenska kyrkan i Västerviks kommun. Församlingen uppgick 1 januari 2006 i Gladhammar-Västrums församling.
Församlingskyrka var Gladhammars kyrka.

## Administrativ historik
Församlingen har medeltida ursprung. 
Församlingen utgjorde ett eget pastorat till 1622 när Västrums församling utbröts. Från 1622 till 2006 var församlingen moderförsamling i pastoratet Gladhammar och Västrum, som 1962 utökades med Törnsfalls församling. Församlingen uppgick 1 januari 2006 i Gladhammar-Västrums församling.
Församlingskod var 088303.

## Kyrkoherdar
| Ämbetstid | Namn                      | Levnadstid | Övrigt                |
| --------- | ------------------------- | ---------- | --------------------- |
| 1570–1593 | Bothvidus Jona            |            |                       |
| 1603–1611 | Andreas Nicolai           | –1611      |                       |
| 1612–1653 | Zacharias Retzius         | –1653      |                       |
| 1654–1671 | Jacobus Lindebom          | 1620–1671  |                       |
| 1672–1681 | Magnus Rydelius           | 1630–1681  |                       |
| 1682–1706 | Petrus Törnevall          | 1650–1706  | Kontraktsprost.       |
| 1708–1716 | Claudius Törneson Austrin | –1716      |                       |
| 1718–1723 | Johannes Alcinius         | –1723      |                       |
| 1725–1749 | Frans Westerdahl          | 1676–1749  |                       |
| 1750–1755 | Bengt Cedervall           | –1755      |                       |
| 1756      | Johan Tillman             | 1711–1757  | Avled för tillträdde. |
| 1760–1786 | Lars Wilhelm Flodin       | 1716–1786  |                       |
| 1787–1789 | Gustaf Samuel Flodin      | 1750–1789  |                       |
| 1790–1828 | Jonas Engstrand           | 1746–1828  |                       |
| 1828–1832 | Samuel Cederqvist         | 1779–1832  |                       |
| 1833–1851 | Jonas Olof Ingeström      | 1792–1851  |                       |
| 1852–1859 | Lars Wållers              | 1797–1859  |                       |
| 1859–1865 | Lars Herman Phalén        | 1794–1865  |                       |
| 1866–1886 | Constans Malachias Gobom  | 1804–1886  |                       |
| 1887–     | August Werner             | 1846–      |                       |

## Organister och klockare
| Verksam   | Namn                  | Levnadstid | Övrigt                |
| --------- | --------------------- | ---------- | --------------------- |
| 1740–1751 | Nils Cenander         |            | Klockare              |
| 1760–1762 | Jonas Bergman         | 1737–      | Organist              |
| 1764–1813 | Samuel Hallberg       | 1748–      | Organist och klockare |
| 1813–1838 | Anders Hallberg       | 1785–      | Organist och klockare |
| 1840–1878 | Per Magnus Jonsson    | 1816–1878  | Organist och klockare |
| 1878–1895 | Johan Alfred Holmdahl | 1854–      | Organist och klockare |